# ʚ
Cette page contient des caractères spéciaux ou non latins. S’ils s’affichent mal (▯, ?, etc.), consultez la page d’aide Unicode.
Ꞝ (minuscule : ꞝ), appelée ö volapük ou oe volapük, et la lettre ʚ, appelée epsilon fermé, sont une lettre additionnelle de l’alphabet latin qui a été utilisée dans quelques ouvrages volapüks et, avec la même valeur, pendant quelques années, dans l’alphabet phonétique international et dans certaines transcriptions phonétiques.

## Utilisations

### Alphabet phonotypique
L’epsilon fermé a été utilisé dans l’alphabet d’Andrew Comstock publié en 1846, un alphabet dérivé de l’alphabet phonotypique d’Isaac Pitman. Dans cet alphabet, la lettre ‹ Ꞝ ꞝ › est décrite comme une nouvelle lettre, formée de l’epsilon Ɛ, pour représenter la combinaison des sons du e de end et du u de up, tel que dans les mots air, there, hare, c’est-à-dire la diphthongue [ɛə].

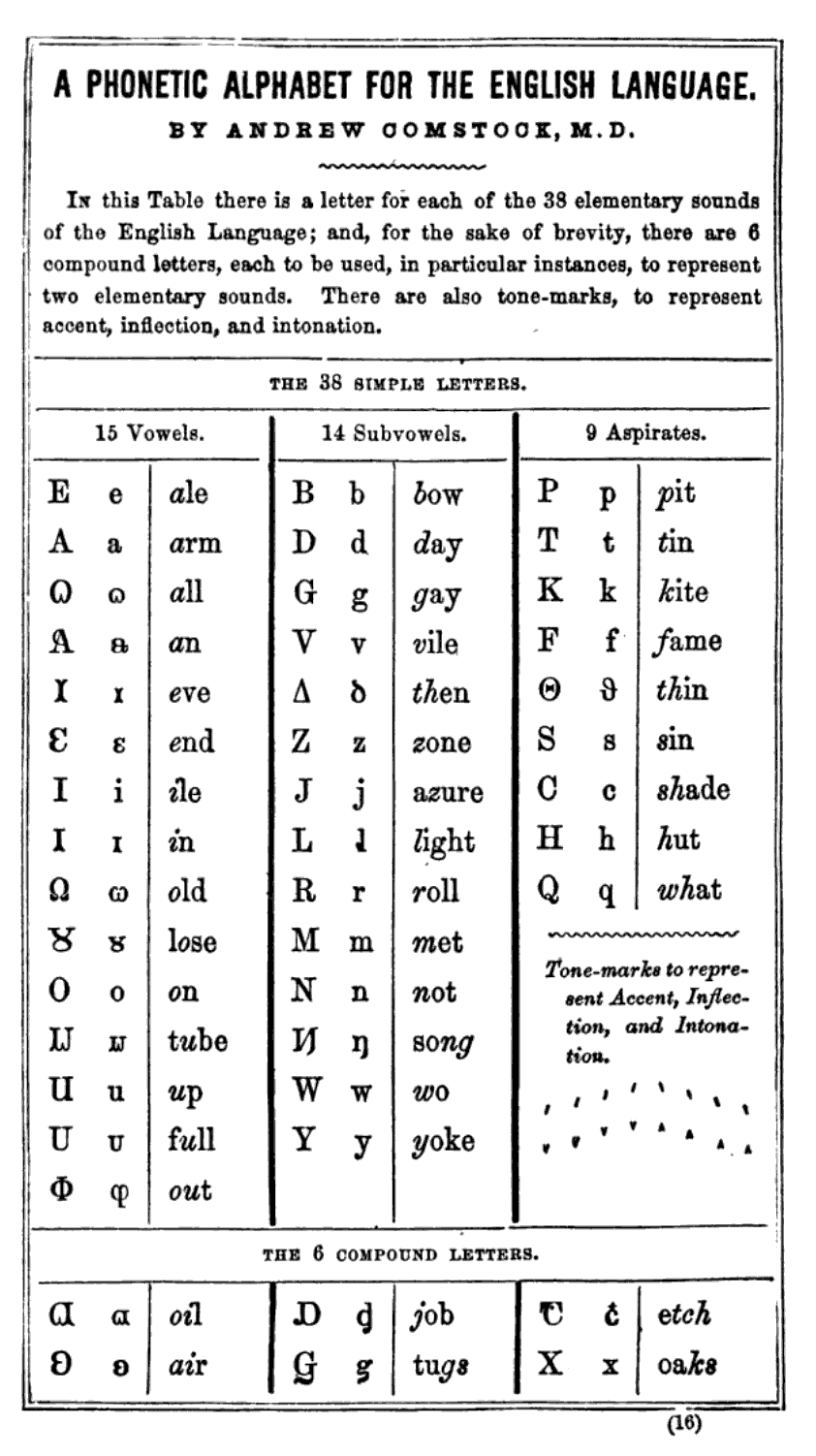
Alphabet de Comstock de 1855 avec la lettre ꞝ.

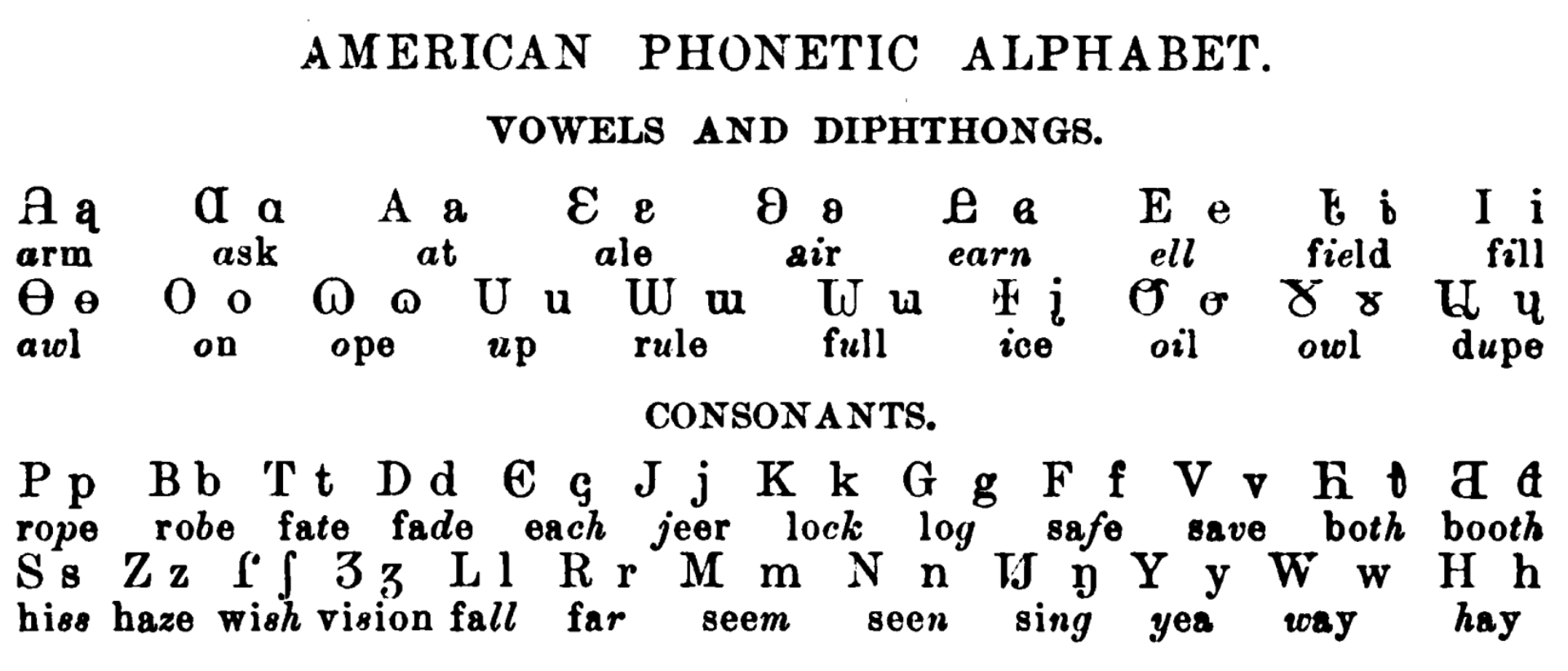
« Alphabet phonétique américain » de Cincinnati, basé sur l’alphabet phonotypique, dans The Phonetic Educator, 1883.

### Volapük
Cette lettre est utilisée par Johann Martin Schleyer dans les années 1880, avec les lettres ae ‹ Ꞛ ꞛ › et ue ‹ Ꞟ ꞟ › pour l’écriture du volapük. Initialement, Schleyer utilise le point suscrit de son Weltalfabet, pour indiquer l’umlaut avant d’adopter ces lettres ; alternativement, le tréma est utilisé sur les voyelles comme en allemand. Schleyer l’utilise déjà en 1883, notamment dans la revue Weltsprachblatt (Volapükabled) et dans sa grammaire volapük, Grammatik der Universalsprache. Ces trois lettres sont définitivement remplacées par les lettres avec tréma ‹ Ä ä, Ö ö, Ü ü ›, utilisé comme alternative jusque-là, lors du congrès volapük de Munich du 9 aout 1887,.

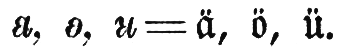
Ä, ö, ü volapüks dans une grammaire volapük de Schleyer de 1884.
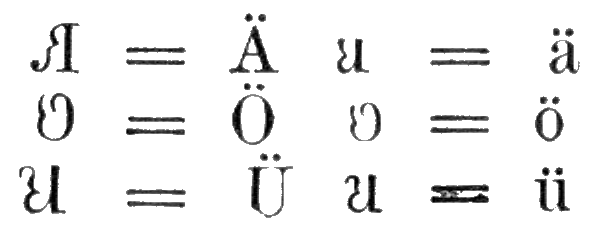
Ä, ö, ü volapüks utilisés par Julius Lott (de) dans Die Kunst die internationale Verkehrssprache „Volapük“ schnell zu erlernen, A. Hartleben, Wien, 1888.
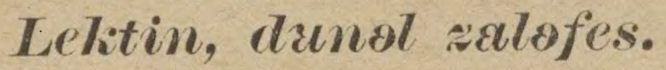
Mots volapüks avec les lettres ꞛ, ꞝ et ꞟ.
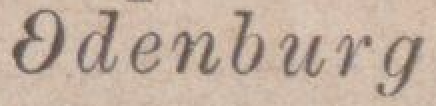
Mot volapük avec la majuscule Ꞝ.

### Alphabets phonétiques allemands

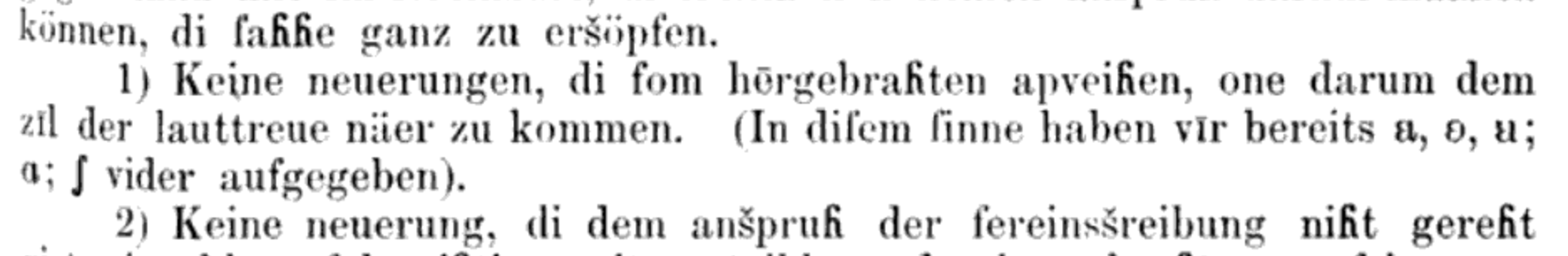
Les lettres ꞛ, ꞝ, ꞟ citées comme anciennes lettres de l’orthographe allemande utilisée dans le journal Reform dans un article de 1893.

Le journal allemand Reform de la Verein für vereinfachte deutsche Rechtschreibung [Association pour l’orthographe allemande simplifiée], dirigée par Friedrich Wilhelm Fricke, utilise brièvement les lettres ꞛ, ꞝ, ꞟ dans l’orthographe qu’il promeut.
Après une proposition d’August Diederichs de 1881,, celles-ci remplacent les lettres ‹ ä, ö, ü ›, initialement avec la forme de lettres barrées ‹ a, ɵ, ʉ › dans l’orthographe de Fricke, pour ensuite prendre une encoche à gauche dans l’écriture manuscrite cursive et prendre leurs formes finales dans les caractères romains ; avant que celles-ci ne soient définitevement abandonnées, après quelques années.

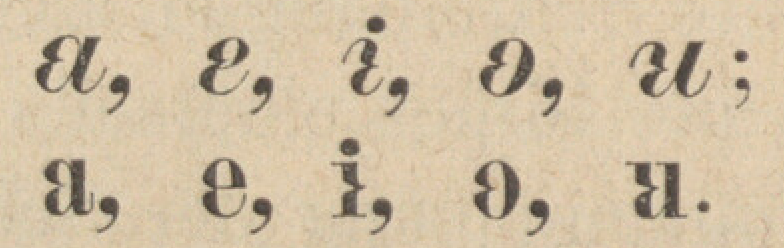
Les lettres de voyelles longues de Schreiber (1883).
Les lettres de voyelles de l’orthographe de Schreiber.

La Zentralverein für vereinfachte deutsche Rechtschreibung (Association centrale pour l’orthographe allemande simplifiée), fondée en 1879, basée à Vienne et dirigée par Johann Max Schreiber, adopte aussi les lettres ꞛ, ꞝ, ꞟ dans son orthographe phonétique. Celles-ci représentent des voyelles longues.

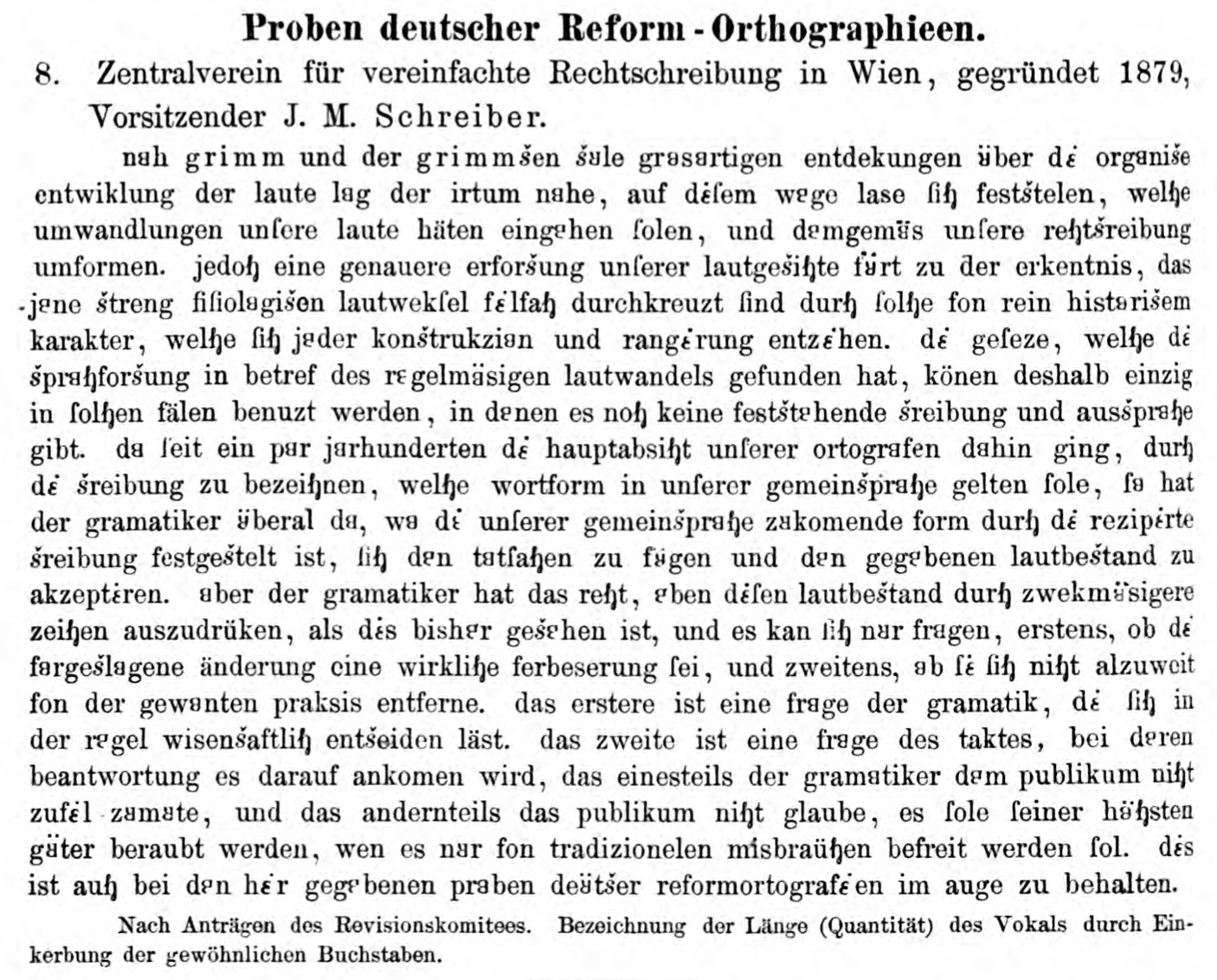
Test de l’orthographe de Schreiber dans Zeitschrift für Orthographie en 1881.

### Alphabet phonétique international

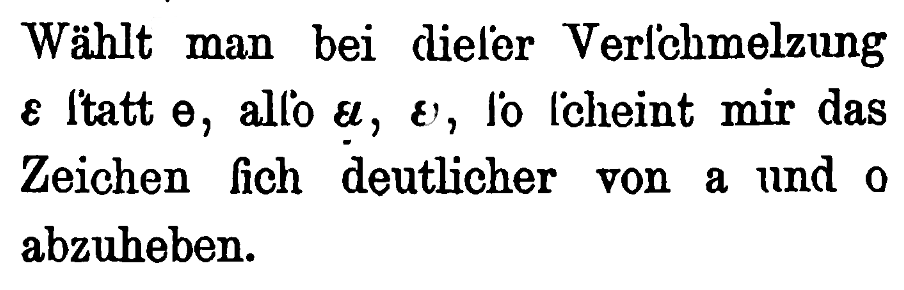
Symboles proposés par Kewitsch dans Zeitschrift für Orthographie en 1881.

En 1881 dans l’article Internationale Alphabet publié dans le Zeitschrift für Orthographie (journal dirigé par Wilhelm Viëtor), Kewitsch propose ‹ ꞝ › comme une lettre composée de ɛ et o pour remplacer le ‹ ä › allemand, qu’il considère plus adéquat que la lettre composée de e et o proposée par Johann Friedrich Kräuter dans en 1877.

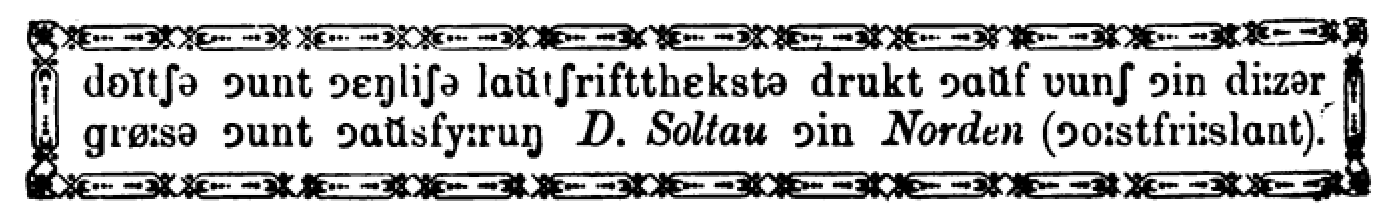
Publicité de l’éditeur D. Soltau avec l’epsilon fermé, parue dans le Maître phonétique de juillet-aout 1897.

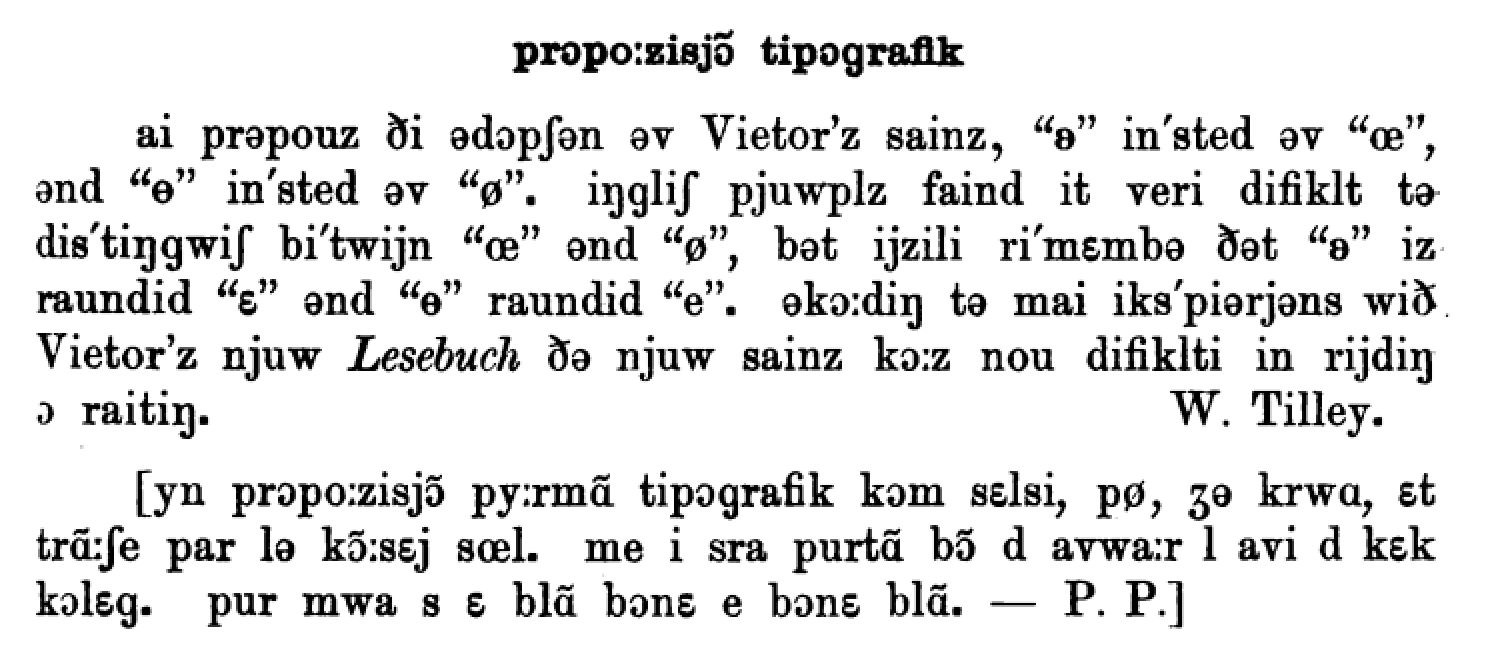
Article du Maître phonétique de 1900 proposant les symboles de Viëtor ʚ et ɵ.

L’epsilon fermé ‹ ʚ › et le o barré ‹ ɵ › ont été utilisés par certains linguistes allemands, dont Wilhelm Viëtor en 1899, comme alternative aux symboles de l’alphabet phonétique international, respectivement, e dans l’o ‹ œ › pour une voyelle mi-ouverte antérieure arrondie [œ] et o barré diagonalement ‹ ø › pour une voyelle mi-fermée antérieure arrondie [ø]. Les deux symboles sont proposés pour l’API par W. Tilley en avril-mai 1900 et de nouveau par Kewitsch en juillet 1900. Ils sont reconnus comme symboles alternatifs déjà établis par l’Association phonétique internationale en 1904 ainsi qu’en 1909 et sont utilisés durant plusieurs années au début du XXe siècle. Ils figurent notamment dans L’écriture phonétique internationale : exposé populaire publié par l’Association phonétique internationale en 1921, mais avec des valeurs centrales au lieu de [œ] et [ø], c’est-à-dire les voyelles aujourd’hui transcritent [ɞ] et [ɵ].

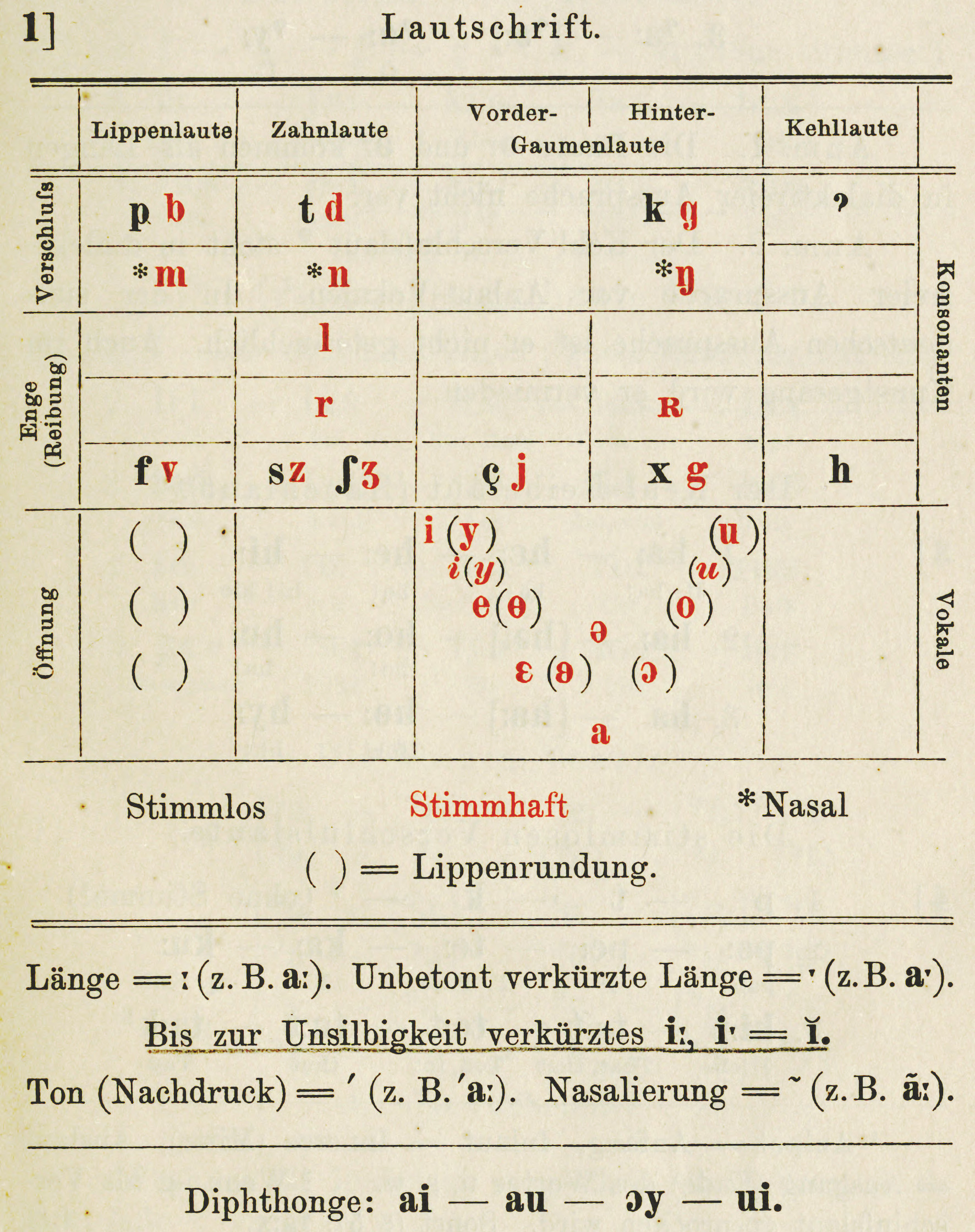
Tableau des symboles phonétiques dans Viëtor 1899.
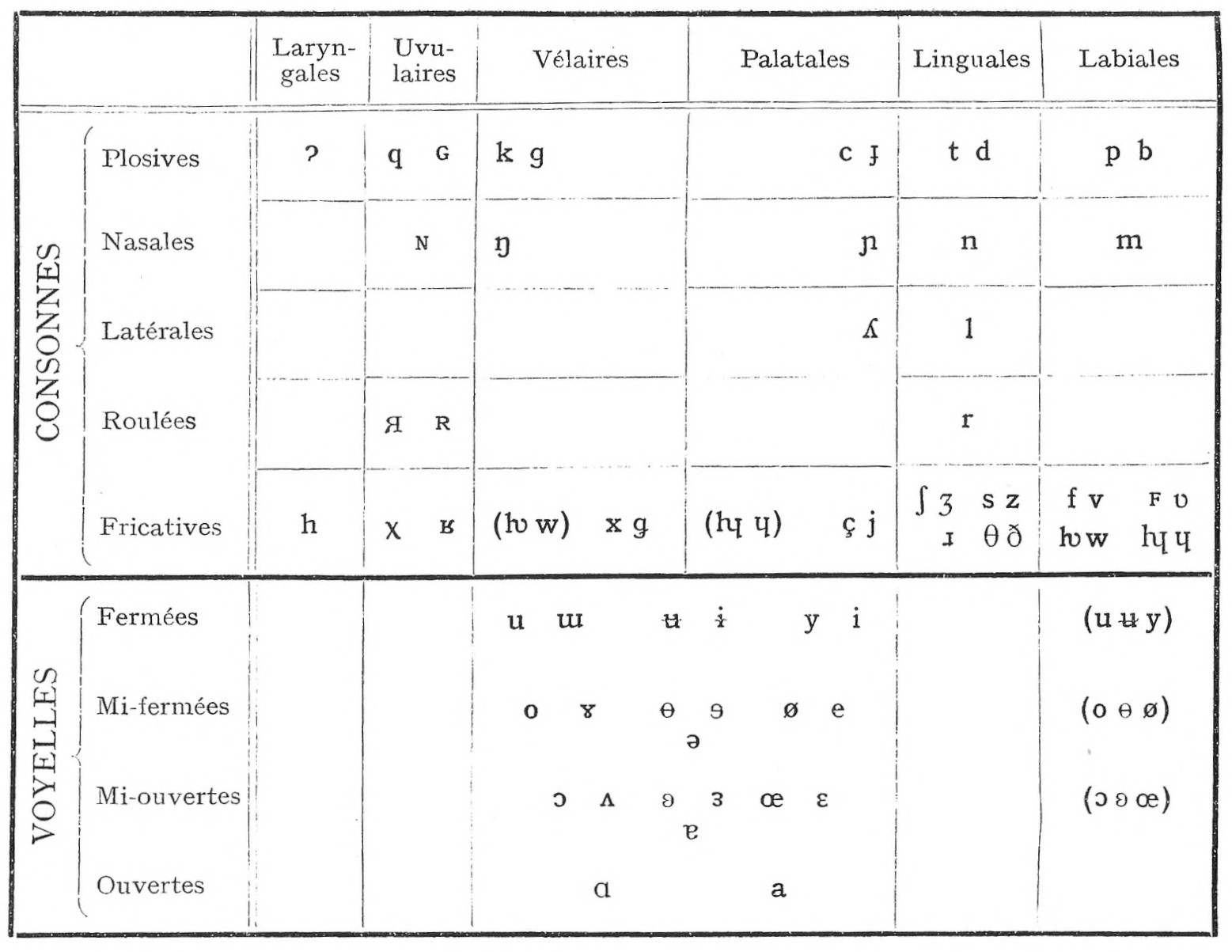
Tableau des symboles de l’API en 1921.

L’epsilon fermé ‹ ʚ › est utilisé pour représenter une voyelle mi-ouverte antérieure arrondie [œ] dans le Handbook of the linguistic geography of New England publié en 1939.
En 1993, l’Association phonétique internationale adopte le symbole epsilon réfléchi fermé ‹ ɞ › pour représenter une voyelle mi-ouverte centrale arrondie, mais celui-ci est imprimé non réfléchi ‹ ʚ › dans le journal et dans le tableau API de 1993.
En 1995, la forme du symbole est corrigée et est réfléchi dans le tableau API de 1996.

## Représentations informatiques
Cette lettre peut être représentée avec les caractères Unicode (Alphabet phonétique international, Latin étendu D) suivants :
| formes    | représentations | chaînes de caractères | points de code | descriptions                          | notes                                         |
| --------- | --------------- | --------------------- | -------------- | ------------------------------------- | --------------------------------------------- |
| minuscule | ʚ               | ʚ                     | U+029A         | lettre minuscule latine epsilon fermé | codé pour l’Alphabet phonétique international |
| majuscule | Ꞝ               | Ꞝ                     | U+A79C         | lettre majuscule latine ö volapük     | codé pour le volapük                          |
| minuscule | ꞝ               | ꞝ                     | U+A79D         | lettre minuscule latine ö volapük     | codé pour le volapük                          |